# Anatomieturm

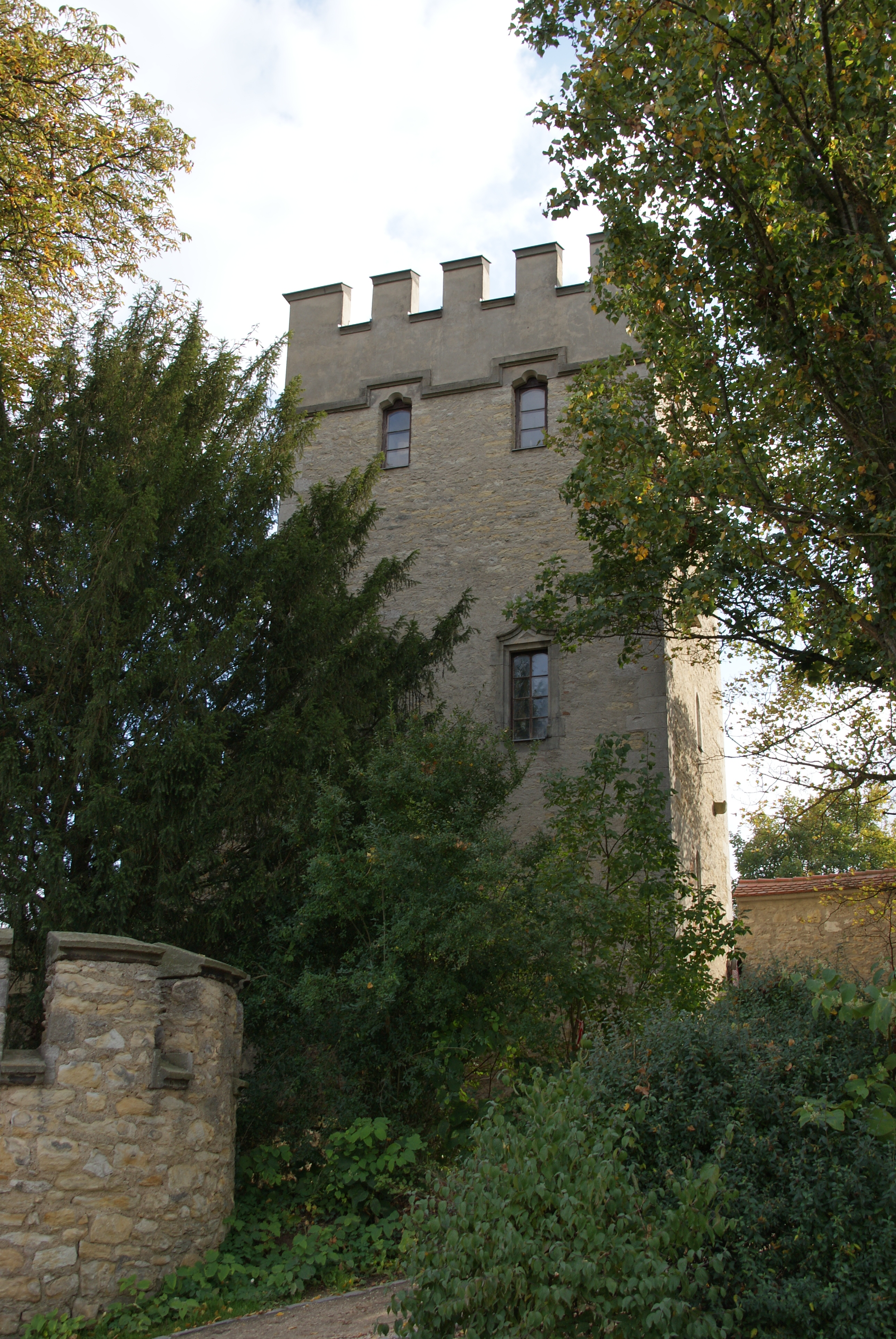
Vue du côté Nord.

L'Anatomieturm (tour de l'Anatomie) est une tour médiévale située à Ratisbonne en Bavière. Il s'agit d'une tour d'enceinte de la ville du côté du Danube, construite entre 1280 et 1320. La tour se dresse entre des sections préservées de l'enceinte de la ville dans le coin Nord-Ouest du parc de la villa Royale de Ratisbonne sur la rive Sud du fleuve.

## Histoire
La tour d'anatomie, qui a été construite sous le nom de tour de défense XVI, appelée plus tard tour de la Poudrière (Pulverturm) est l'une des vingt-trois tours de l'enceinte médiévale de la ville de Ratisbonne. Elle est construite en pierre de carrière avec des blocs d'angle sur quatre étages avec un rez-de-chaussée voûté en berceau. Les ouvertures de l'ancien rempart se trouvaient au premier étage. L'ouverture sert désormais d'accès à la tour. Aujourd'hui, la tour de l'Anatomie se trouve à côté de la tour Saint-Éloi (Ägididienturm), près de l'Aegidienplatz. C'est l'une des deux tours murales qui ont survécu en dehors des deux tours de porte : l'Ostenturm (tour du Levant) et la tour de Prebrunn (Prebrunnturm). Après l'achèvement de la construction de la villa Royale et l'aménagement des parcs en 1855, la tour  se trouve dans le parc de la villa néogothique ; elle a ainsi été remondelée dans le style néogothique et a perdu son toit qui a été remplacé par une couronne crénelée. La garde-robe (Aborterker) a été remplacée par un balcon néo-gothique.
Son ancien nom, tour de la Poudrière (Pulverturm), provient d'un ancien moulin à poudre ancré sur le Danube à proximité. La  pourdre produite était entreposée dans cette tour. Elle s'est appelée tour de l'Anatomie (Anatomieturm) car après 1739 on y a installé un théâtre anatomique mis à la disposition des médecins de Ratisonne. Jusqu'en 1812, dissections, coupes et examens anatomiques y étaient effectués dans une salle d'anatomie très peu confortable. Après cette phase d'utilisation, la tour a de nouveau été utilisée comme réserve de poudre militaire.
La tour est accessible pour des visites guidées en groupe sur réservation.

## Source de la traduction
- (de) Cet article est partiellement ou en totalité issu de l’article de Wikipédia en allemand intitulé « Anatomieturm (Regensburg) » (voir la liste des auteurs).